# Steuerrecht (Österreich)
Das Steuerrecht der Republik Österreich ist der Teil des Rechts, das sich der Summe der Vorschriften zur öffentlichen Finanzwirtschaft widmet. Neben dem materiellen Steuerrecht zählen das Finanzausgleichsrecht, das Finanzverfassungsrecht, das Haushaltsrecht mit den Vorschriften über das Kassenwesen, die Vermögens- und Schuldengebarung und das Monopolrecht dazu. Systematisch ist das Steuerrecht dem öffentlichen Recht und hier dem  Verwaltungsrecht zuzuordnen. Daneben bestehen systembedingte enge Beziehungen zum Handels- und Gesellschaftsrecht.
Das Steuerrecht in Österreich ist nicht in einem einheitlichen Gesetzeswerk zusammengefasst, sondern verteilt sich auf eine Vielzahl von Einzelgesetzen und Einzelbestimmungen im Bundesrecht, Landesrecht und im Gemeinderecht.